# Edmond Mouele
Edmond Mouele (sinh ngày 18 tháng 2 năm 1982) là một hậu vệ bóng đá người Gabon hiện tại thi đấu cho AS Mangasport. Hiện tại anh là đội trưởng của Đội tuyển bóng đá quốc gia Gabon.

## Sự nghiệp
Mouele thi đấu ở vị trí hậu vệ phải cho Gabon tại vòng chung kết Cúp bóng đá châu Phi 2012.